# 刘胡兰纪念馆

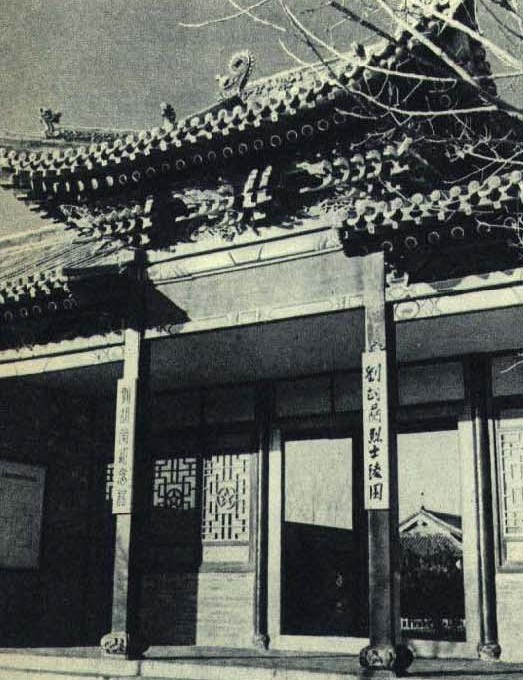
1962年 刘胡兰烈士陵园

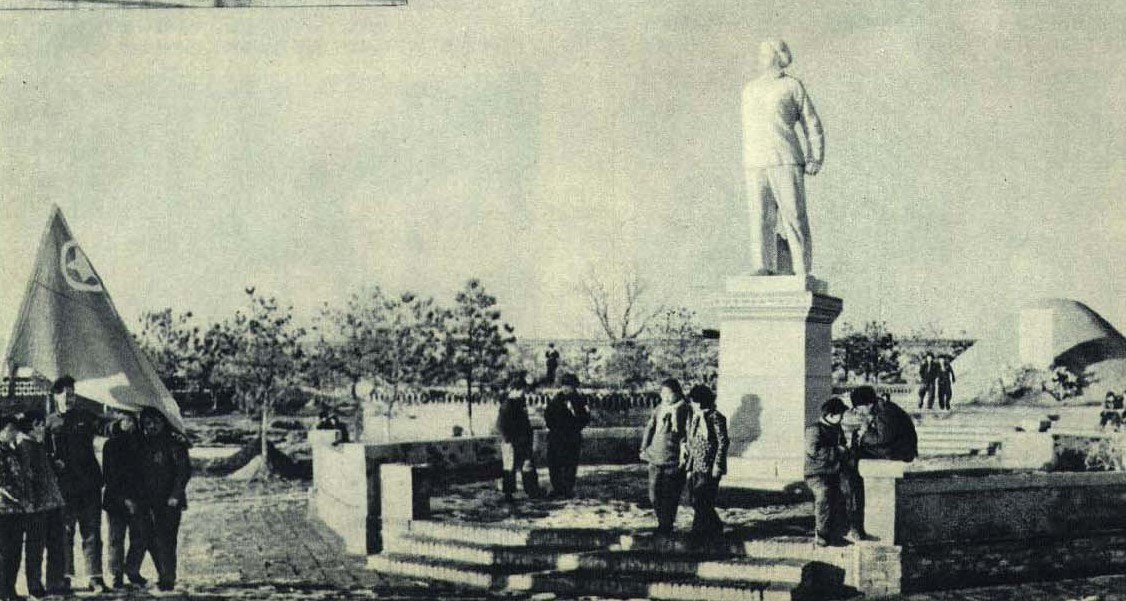
1962年 刘胡兰烈士陵园

刘胡兰纪念馆，位于中华人民共和国山西省文水县城东17公里的刘胡兰村（原名云周西村），为纪念刘胡兰而建。

## 历史
该馆前身为刘胡兰陵园，始建于1956年，1957年1月12日刘胡兰就义10周年时落成并对外开放，1959年改称刘胡兰纪念馆。后于1975年、1976年两次扩建。馆舍坐北向南，占地6万平方米，以纪念碑和陵墓为中轴对称分布。馆前广场的汉白玉纪念碑上刻有毛泽东的亲笔题词：“生的伟大，死的光荣”，碑的背面，镌刻着《中共中央晋绥分局关于追认刘胡兰同志为中国共产党正式党员的决定》。主要建筑有刘胡兰生平事迹陈列室、影视室、书画室、七烈士纪念厅。刘墓前耸立着8米高汉白玉雕像，观音庙是烈士受审处，“生死树”下是被捕处，石雕花圈为烈士就义处，斥敌处等，馆内陈列有其生平事迹，是中共“革命传统教育基地”。